# Studio Kôsen
Studio Kôsen è un duo artistico composto da Aurora García Tejado e Diana Fernández Dévora, fumettiste madrilene, che dal 1998 lavora nel mondo dei fumetti adottando uno stile simile ai manga.

## Carriera
Iniziato a lavorare in Spagna su riviste specializzate in manga ed anime, il duo esordisce con l'opera prima Garou-chan, pubblicata da Amaniaco Ediciones.
Dal 2006 iniziano a lavorare per il mercato statunitense, pubblicando per Yaoi Press la serie Saihoshi il mio guardiano e il volume unico Stallion. Due anni dopo esce il volume Daemonium, stampato da Tokyopop.
Dal 2009 al 2013 dirigono la collana Línea Gaijin di Ediciones Glénat, con la stessa casa editrice escono i titoli della serie Lettêra, Daemonium e Saihoshi.
Dal 2014 si dedicano al webcomic Windrose, pubblicato su Sparkler Monthly dell'editore Chromatic Press; mentre la sola Fernández Dévora scrive i romanzi di Monstruo Busca Monstruo.

## Opere
- Garou-chan (2000-2001)
- Stallion (2006)
- Saihoshi il mio guardiano (2006)
- Daemonium (2008)
- Lêttera (2010-2014)
- Monstruo busca monstruo (2014-in corso)
- Windrose (2014-in corso)